# Pedro II (jornal)
Jornal Pedro II foi um periódico que circulou em Fortaleza entre 1840 e 1889. Era destinado a promover a política conservadora. Foi fundado a partir do periódico Dezesseis de dezembro por Miguel Fernandes Vieira.